# 월촌초등학교 (경남)
월촌초등학교는 대한민국 경상남도 함안군에 있는 공립 초등학교이다.

## 학교 연혁
- 1935년 3월 30일: 월촌간이학교 설립인가
- 1943년 5월 31일: 월촌국민학교 승격, 개교
- 2023년 5월 31일: 개교 80주년

## 참고 자료
- 월촌초등학교 - 한국교육학술정보원 학교알리미